# Team A 6th Stage「目擊者」
Team A 6th Stage「目擊者」（日语：チームA 6th Stage「目撃者」）是AKB48 Team A的第6台劇場公演。

## 概要
Team A的第6台劇場公演，同時是在2009年8月23日「AKB104選拔成員組閣祭」第三場公演中發表新隊制後，第一次以新隊制進行公演。當時有三個研究生昇格。

## 公演内容

### 曲目
全部歌曲均由AKB48總製作人秋元康作詞。
| 次序 | 歌名           | 原文     | 作曲          | 編曲             | 備註                          |
| ---- | -------------- | -------- | ------------- | ---------------- | ----------------------------- |
| 0    | overture       | overture | 尾澤拓实      | 尾澤拓实         | 歌：TAZ                       |
| 1    | 目擊者         |          | 伊藤心太郎    | 百石元           |                               |
| 2    | 前人未踏       |          | 若林充        | 野中MASA雄一（） |                               |
| 3    | 歪曲的珍珠     |          | 俊龍          | Sizuk            |                               |
| 4    | 憧憬的大明星   |          | 大凪樹        | 市川裕一         |                               |
| 5    | 手牽手         |          | 石川烈        | 百石元           |                               |
| 6    | 燃燒路線       |          | 岡田実音      | 高島智明         |                               |
| 7    | 愛的加速器     |          | 野中MASA雄一  | 野中MASA雄一     | 收錄於no3b第6張單曲《Answer》 |
| 8    | ☆之彼方        |          | 井上义正 （） | 井上义正 （）    | 收錄於no3b第6張單曲《Answer》 |
| 9    | 仙人掌與淘金熱 |          | 多胡邦夫      | 関淳二郎         |                               |
| 10   | 美人           |          | 上田晃司      | 上田晃司         |                               |
| 11   | 給我愛         |          | 白戸裕輔      | 武藤星児         |                               |
| 12   | 摩天樓的距離   |          | 小網準        | QuinN            |                               |
| 13   | 生命的意義     |          | 羽場仁志      | 野中MASA雄一     |                               |

#### 安可曲
| 次序 | 歌名       | 原文       | 作曲         | 編曲         | 備註 |
| ---- | ---------- | ---------- | ------------ | ------------ | ---- |
| 1    | I'm crying | I'm crying | 春行         | 武藤星児     |      |
| 2    | 一直 一直  |            | 俊龍         | 原田         |      |
| 3    | Pioneer    | Pioneer    | 野中MASA雄一 | 野中MASA雄一 |      |

### 演出
- 公演開始時，由「前座girls」負責開場。
- 《目撃者》的前奏開始前，有一段短片。

## AKB48 Team A 6th Stage「目撃者」公演
- 公演期間：2010年7月27日－2012年10月29日

- 出演成员
  - 岩佐美咲、多田愛佳、大家志津香、片山陽加、倉持明日香、小嶋陽菜、指原莉乃、篠田麻里子、高城亞樹、高桥南（高橋みなみ）、仲川遥香、中田千智（中田ちさと）、仲谷明香、前田敦子、前田亞美、松原夏海

  - 移藉至HKT48的指原是2012年7月23日的公演後正式離開AKB48，隨後其位置由研究生代演。
  - 前田敦子於2012年8月27日公演後正式從AKB48畢業。

- 分组曲担当
  - 《手牽手》：仲谷明香、前田敦子、倉持明日香
  - 《燃燒路線》：高城亞樹、指原莉乃
  - 《愛的加速器》：高桥南
  - 《☆之彼方》：中田千里、小嶋陽菜、多田愛佳、岩佐美咲
  - 《仙人掌與淘金熱》：大家志津香、片山陽加、前田亞美、篠田麻里子、松原夏海、仲川遥香

## SNH48 Team NII 3rd Stage「前所未有」公演
- 公演日期：2014年10月11日－2015年4月18日

- 出演成员（初日演出成员）
  - 董艷芸、馮薪朵、龔詩淇、黄婷婷、何晓玉、鞠婧禕、李藝彤、林思意、陸婷、孟玥、唐安琪、徐言雨、萬麗娜、易嘉愛、趙粵、曾艷芬
- 前座《格子裙妖精》(後改名為《格子裙的精靈》)演唱者：陈问言、李璇、张雨鑫
- 分组曲演唱者名单：（初日演出成员）
  - 《握你的手》：孟玥、易嘉愛、李藝彤
  - 《燃燒的道路》：鞠婧禕、馮薪朵
  - 《愛的加速器》：趙粵
  - 《星的彼岸》：萬麗娜、曾艷芬、徐言雨、陸婷
  - 《仙人掌與淘金熱》：林思意、何晓玉、黄婷婷、龔詩淇、唐安琪、董艷芸
- 《Pioneer》的标题变为《We Are The SNH》
- 第一曲《目击者》因歌词未通过审查并未演出。

## 錄音室專輯

### AKB48 Team A 6th Studio Recording「目撃者」
重发盘封面是高城亚树
- 收錄成員
  - 岩佐美咲、多田愛佳、大家志津香、片山陽加、倉持明日香、小嶋陽菜、指原莉乃、篠田麻里子、高城亜樹、高橋南、仲川遥香、中田千智、仲谷明香、前田敦子、前田亞美、松原夏海
  - 島田晴香、竹内美宥、森杏奈（只参与重发盘，研究生身份）
- 收錄曲
  1. 迷你裙精靈（只重发盘有）（歌：島田晴香、竹内美宥、森杏奈）
  2. overture
  3. 目撃者
  4. 前人未踏
  5. 歪曲的珍珠
  6. 憧憬的大明星
  7. 手牵手（歌：倉持明日香、仲谷明香、前田敦子）
  8. 燃烧路线（歌：指原莉乃、高城亜樹）
  9. 爱的加速器（歌：高橋南）
  10. ☆之彼方（歌：岩佐美咲、多田愛佳、小嶋陽菜、中田千智）
  11. 仙人掌与淘金热（歌：大家志津香、片山陽加、篠田麻里子、仲川遥香、前田亞美、松原夏海）
  12. 美人
  13. 给我爱
  14. 摩天楼的距离
  15. 生命的意义
  16. I'm crying
  17. 一直 一直
  18. Pioneer

## 劇場公演DVD

### Team A 6th Stage「目撃者」（DVD）
- 收錄成員
岩佐美咲、多田愛佳、大家志津香、片山陽加、倉持明日香、小嶋陽菜、指原莉乃、篠田麻里子、高城亜樹、高橋南、仲川遙香、中田千智、仲谷明香、前田敦子、前田亞美、松原夏海
- 收錄曲
  1. overture
  2. 目撃者
  3. 前人未踏
  4. 歪曲的珍珠
  5. 憧憬的大明星
  6. 手牵手（歌：倉持明日香、仲谷明香、前田敦子）
  7. 燃烧路线（歌：指原莉乃、高城亜樹）
  8. 爱的加速器（歌：高橋南）
  9. ☆之彼方（歌：岩佐美咲、多田愛佳、小嶋陽菜、中田千智）
  10. 仙人掌与淘金热（歌：大家志津香、片山陽加、篠田麻里子、仲川遥香、前田亞美、松原夏海）
  11. 美人
  12. 给我爱
  13. 摩天楼的距离
  14. 生命的意义
  15. I'm crying
  16. 一直 一直
  17. Pioneer

## 外部連結
- 官方網站（页面存档备份，存于）（日語）
- 專輯頁面（日語）